# Colotois cerasi
Colotois cerasi là một loài bướm đêm trong họ Geometridae.